# Uzair Rehman
Uzair Rehman (* 7. Dezember 1995) ist ein pakistanischer Leichtathlet, der sich auf den Sprint spezialisiert hat.

## Sportliche Laufbahn
Erste internationale Erfahrungen sammelte Uzair Rehman bei den Asienspielen 2018 in Jakarta, bei denen er im 200-Meter-Lauf mit 21,70 s in der ersten Runde ausschied und sich auch mit der pakistanischen 4-mal-100-Meter-Staffel mit 40,56 s nicht für das Finale qualifizieren konnte. Im Jahr schied er bei den Asienmeisterschaften in Doha im 100-Meter-Lauf mit 10,77 s im Vorlauf aus und gelangte über 200 Meter bis in das Halbfinale, in dem er mit 21,48 s ausschied. Anfang Dezember siegte er in 21,15 s bei den Südasienspielen in Kathmandu über 200 Meter und wurde über 100 Meter in 10,70 s Vierter. Zudem gewann er mit der Staffel in 40,50 s die Bronzemedaille hinter den Teams aus Sri Lanka und Indien. 2023 schied er bei den Hallenasienmeisterschaften in Astana mit 49,22 s im Halbfinale im 400-Meter-Lauf aus.
In den Jahren 2017, 2018 und 2022 wurde Rehman pakistanischer Meister in der 4-mal-100-Meter-Staffel sowie 2018 auch im 100- und 200-Meter-Lauf. 2022 siegte er zudem über 400 Meter sowie in der 4-mal-400-Meter-Staffel.

## Persönliche Bestleistungen
- 100 Meter: 10,70 s (0,0 m/s), 3. Dezember 2019 in Kathmandu
- 200 Meter: 21,15 s (−0,3 m/s), 4. Dezember 2019 in Kathmandu
- 400 Meter: 46,99 s, 25. November 2022 in Lahore
  - 400 Meter (Halle): 49,22 s, 10. Februar 2023 in Astana